# Grupa Wydawnicza Foksal
Grupa Wydawnicza FOKSAL – polska grupa wydawnicza powstała 31 grudnia 2012 w wyniku połączenia trzech oficyn wydawniczych: Buchmann, W.A.B i Wilga; 
W skład grupy wchodzą (stan na 9 marca 2025):
- Wydawnictwo Wilga,
- Wydawnictwo W.A.B.,
- FoxGames,
- Wydawnictwo Buchmann,
- Lipstick Books,
- Uroboros.